# Зоря (Інсарський район)
Зоря́ (рос. Заря, ерз. Заря) — селище у складі Інсарського району Мордовії, Росія. Входить до складу Інсарського міського поселення.
Населення — 22 особи (2010; 51 у 2002).
Національний склад станом на 2002 рік:
- мордва — 80 %